# Cusqueño
El cusqueño (o cuzqueño) es un guiso de la gastronomía boliviana, concretamente es el plato emblemático de Punata, en el departamento de Cochabamba.
Este picante a base de gallina se elabora con ají amarillo, huevos, quesillo y rosquete de Valle Alto. Se acompaña de arvejas, phuti de chuño y papas cocidas.